# Igreja Ortodoxa Copta Francesa
A Igreja Ortodoxa Francesa ou Igreja Copta Ortodoxa Francesa, oficialmente Metrópole Copta Ortodoxa da França, é uma jurisdição autônoma da Igreja Copta Ortodoxa de Alexandria com sede em Toulon, França. O Primaz é Abba Atanásio, Metropolita de Marselha e Toulon para os coptas franceses, desde 2016.

## História
A imigração copta para a França começou em 1801, após a invasão francesa do Egito, e houve uma imigração significativa após a Revolução de 1952 no Egito.
Em 2 de junho de 1974, para atender às necessidades dos emigrantes coptas, Sua Santidade Shenouda III, Papa e Patriarca de Alexandria. enviou dois monges do mosteiro de Saint-Bishoy de Wadi Natroum para servir na Europa Ocidental. O monge Marcos foi ordenado Bispo de Toulon-Marseille e o Monge Atanásio de chorévêque.
Comunidades de origem egípcia foram organizadas pela primeira vez na França, em Paris e Marselha. A Sede da Eparquia Copta Ortodoxa Francesa foi erguida e construída em Toulon / Le Revest-les-Eaux com um templo dedicada a Maria Théotokos com o nome de "Aparição da Mãe de Deus a Zeitoun".
Diante da necessidade de uma pastoral adaptada para os ocidentais, o Papa e Patriarca decidiu, em 18 de junho de 1994, elevar a Eparquia Ortodoxa Copta Francesa, do Patriarcado de Alexandria, ao status de Metrópole (a Igreja está integrada à Alexandrina, mas é considerada autônoma em questões de governo). Ele assinou um protocolo de instituição e elevou seu primeiro Bispo à dignidade de Metropolita e foi ordenado um Bispo Vigário.
Abba Marcos morreu em 11 de maio de 2008 e foi sucedido por Abba Atanásio em 16 de junho de 2013.

## Bispos

### Bispos Metropolitanos
- Marcos, Metropolita de Toulon e de Toda a França e Primaz da Igreja Ortodoxa Copta Francesa (1974-2008);[3][5]
- Atanásio, Metropolita de Toulon e de Toda a França e Primaz da Igreja Ortodoxa Copta Francesa (2013-presente).[1][4][6]
  - Bispo da Diocese de Marselha (?-2013).

### Bispos Diocesanos
- Lucas, Bispo da Diocese de Genebra (Suíça) e sul da França (2013-presente);[4][7]
- Marcos (Apolo), Bispo da Diocese de Paris e de todo o norte da França (2015-presente).[8]

## Ligações Externas
- Igreja Copta Ortodoxa da França (em francês)
- Igreja Copta Ortodoxa da França (em inglês)
- Coptipédia - Enciclopédia sobre a Tradição Copta Ortodoxa (em francês)